# Hisashi Ohashi
Hisashi Ohashi (大橋 尚志 Ohashi Hisashi?), född 1 december 1996 i Ibaraki prefektur, är en japansk fotbollsspelare.
Ohashi började sin karriär 2015 i Kashima Antlers. 2017 flyttade han till Zweigen Kanazawa.